# Олексій (Овсянніков)
Єпископ Олексій (справжнє ім'я Овсянніков Олександр Олександрович) — архієрей РПЦвУ, єпископ Джанкойський і Роздольненський, керівник Джанкойської єпархії. За даними OSINT-розслідування групи Molfar є громадянином Росії.

## Біографія
Єпископ Олексій (в миру — Олександр Олександрович Овсянніков) народився 23 листопада 1973 року в с. Студенок Ізюмського району Харківської області.
У 1991 році закінчив середню школу, після якої поступив до числа насельників Києво-Печерської Лаври.
У 1992 році прийняв іночество та був рукоположений у сан ієродиякона.
У 1993—1994 роках ніс служіння у Донецькій єпархії.
У 1993 році був рукоположений у сан пресвітера. У цьому ж році прийняв монашество з ім'ям Олексій (небесний покровитель — святитель Олексій, митрополит Московський і всієї Русі).
У 1994 році переведений до кліру Житомирської єпархії, де був назначений завідуючим канцелярією Житомирської єпархії та секретарем керуючого Житомирською єпархією.
З 1995 року ніс послух благочинного Житомирського міського округу, а з 1996 року — секретаря Житомирської єпархії.
У 1997 році був возведений у сан архімандрита.
Вищу богословську освіту здобув у Київській духовній академії, яку закінчив у 2004 році.
У січні 2009 року був делегатом Помісного собору РПЦ від Житомирської єпархії.

### Архієрейство
1 січня 2022 року, після всенічного бдіння напередодні Неділі перед Різдвом Христовим, у храмі на честь преподобних Антонія і Феодосія Печерських Свято-Успенської Києво-Печерської Лаври відбулося наречення архімандрита Олексія (Овсяннікова) у єпископа Джанкойського і Роздольненського. Чин наречення очолив митрополит Онуфрій.
2 січня 2022 року у цьому ж храмі була звершена архієрейська хіротонія над архімандритом Олексієм Овсянніковим. Її очолив митрополит Онуфрій у співслужінні намісника Києво-Печерської Лаври митрополита Павла (Лебедя), митрополита Антонія (Паканича), митрополита Никодима (Горенка), архієпископа Гурія (Кузьменка), єпископа Віктора (Коцаби), єпископа Сильвестра (Стойчева), єпископа Лавра (Березовського), єпископа Марка (Андрюка) та єпископа Кирила (Білана).
7 червня 2022 року на прохання єпископа Олексія на засіданні Священного синоду Російської православної церкви Джанкойську єпархію було прийнято у безпосереднє канонічне та адміністративне підпорядкування Патріарху Московському та Синоду РПЦ.

## Санкції
24 січня 2023 року, на тлі вторгнення Росії в Україну, його внесли до санкційного списку України терміном на п’ять років, що передбачає блокування активів, позбавлення державних нагород України та інші обмежувальні заходи.